# NGC 5181
NGC 5181 is een lensvormig sterrenstelsel in het sterrenbeeld Maagd. Het hemelobject werd op 29 maart 1830 ontdekt door de Britse astronoom John Herschel.

## Synoniemen
- MCG 2-34-24
- ZWG 72.98
- NPM1G +13.0343
- PGC 47373